# Santa Rita (Guam)
Santa Rita es un municipio de Guam, dependencia de los Estados Unidos localizada en Oceanía. Es la población más joven del territorio y según el censo del año 2000, posee 7500 habitantes. En 1999 fue sede de los Juegos del Pacífico Sur.
Antes de la Segunda Guerra Mundial, la población de Sumay ocupaba la Península de Orote, siendo un centro comercial de gran importancia. El lugar fue devastado por los bombardeos del ejército estadounidense que buscaba ocupar la isla y expulsar a los japoneses. Finalmente, tomaron la ciudad y la convirtieron en una estación naval. Los pobladores de Sumay fueron reubicados en las colinas cercanas, donde fundaron Santa Rita, en honor a la santa del mismo nombre.